# Volcan Antofagasta
Le volcan Antofagasta est situé à environ 8 km au sud de la localité d'Antofagasta de la Sierra en Argentine. Au pied se trouve la pucará de la Alumbrera.

## Géographie
Le volcan est constitué d'un cône de scories basaltico-andésitiques noires datant de l'Holocène. Au sud du cône volcanique se situe un champ de lave d'une vingtaine de km². Le cône volcanique s'élève à environ 150 mètres au-dessus de l'altiplano.